# La Iguala
La Iguala est une municipalité du Honduras, située dans le département de Lempira. La municipalité est fondée en 1556. Elle comprend 26 villages et 86 hameaux.

## Source de la traduction
- (en) Cet article est partiellement ou en totalité issu de l’article de Wikipédia en anglais intitulé « La Iguala » (voir la liste des auteurs).